# Benny Blanco
Benny Blanco (születési nevén Benjamin Joseph Levin) (Reston, Virginia, 1988. március 8. –) zsidó származású amerikai dalszövegíró és producer, Selena Gomez vőlegénye. Leginkább a popzene világában alkotott slágereiről ismert, és számos világhírű előadóval dolgozott együtt. Olyan dalok létrejöttében játszott kulcsszerepet, mint Britney Spears Circus-a, Kesha Tik Tok-ja, Katy Perry Teenage Dream-je, Rihanna Diamonds-ja vagy Selena Gomez Same Old Love-ja. Jelentős hatást gyakorolt a modern zeneiparra, és az évek során több elismerésben részesült, köztük iHeartRadio Music Awards díjakban.

## Korai évek és karrierkezdés
Restonban, Virginiában született, és már fiatal korában szenvedélyesen érdeklődött a zene iránt. Első inspirációit olyan előadóktól merítette, mint Nas és All-4-One. Gyerekkorában saját dalokat kezdett írni, és otthonában kísérletezett zenei alapok készítésével. Később Dr. Luke mentorálása alatt kezdett dolgozni, aki bevezette őt a professzionális zeneipar világába.
Pályája gyorsan ívelt felfelé, amikor társszerzőként és producerként dolgozott a magyar származású világsztár, Kesha Tik Tok című dalán, amely azonnali világsiker lett. Ezt követően folyamatosan olyan slágereken dolgozott, amelyek meghatározták az adott korszak popzenei hangzását.

## Legnagyobb slágerei
| Dal címe          | Előadó                          | Megjelenés éve |
| ----------------- | ------------------------------- | -------------- |
| Tik Tok           | Kesha                           | 2009           |
| Teenage Dream     | Katy Perry                      | 2010           |
| Dynamite          | Taio Cruz                       | 2010           |
| Moves Like Jagger | Maroon 5 ft. Christina Aguilera | 2011           |
| Payphone          | Maroon 5 ft. Wiz Khalifa        | 2012           |
| Diamonds          | Rihanna                         | 2012           |
| Same Old Love     | Selena Gomez                    | 2015           |
| Love Yourself     | Justin Bieber                   | 2015           |
| Eastside          | benny blanco, Halsey & Khalid   | 2018           |
| I Found You       | benny blanco & Calvin Harris    | 2018           |
| Lonely            | Justin Bieber & benny blanco    | 2020           |